# Preben Nybo Andersen
Preben Nybo Andersen (født 3. februar 1926, død 1. februar 2018) var en dansk politiker fra partiet Venstre, der var borgmester i  Allerød Kommune fra 1988 til 1993. Han overtog posten midt i perioden fra partifællen Oskar Jensen, der gik af efter 18 år som borgmester. Ved valget i 1993 valgte han ikke at genopstille, men i stedet opstille til amtsrådet i Frederiksborg Amt. Ved valget mistede Venstre for første gang borgmesterposten til Det Konservative Folkeparti med den ny borgmester Eva Nejstgaard i spidsen. Først 24 år senere, ved valget i 2017 lykkedes det atter Venstre med Karsten Längerich at vinde borgmesterposten i kommunen tilbage fra Det Konservative Folkeparti.
Preben Nybo Andersen blev kendt som "kulturens borgmester", idet han bl.a. var med til at stifte Allerød Kunstforening og teatergruppen Dr. Dante.
Desuden var han i starten af 1990'erne en af initiativtagerne til foreningen Allerød Flygtningevenner, hvis formål var at støtte de mange Balkan-flygtninge, der boede i Sandholmlejren.
Efter at have været medlem af Venstre i en menneskealder; i de senere år ovenikøbet som æresmedlem, valgte Preben Nybo Andersen i 2015 at melde sig ud af partiet i protest mod partiets og den daværende regerings udlændingepolitik.